# Zaglyptus rufus
Zaglyptus rufus är en stekelart som beskrevs av Hellen 1949. Zaglyptus rufus ingår i släktet Zaglyptus och familjen brokparasitsteklar. Inga underarter finns listade i Catalogue of Life.